# Els meus veïns pirates
Els meus veïns pirates (títol original en francès, Nos voisins les pirates) és una sèrie de televisió d'animació francocanadenca adaptada de l'obra de Jonny Duddle. Produïda per Cyber Group Studios, s'emet a França pel canal France 3 des del 23 d'octubre de 2017. S'ha doblat al català pel canal Super3.

## Sinopsi
La sèrie narra la vida d'una família de pirates, integrant-se en un poble proper a un poble de la Bretanya o Gal·les. Els personatges principals són nens.